# شرکت تی‌وی‌اس موتور
کمپانی تی‌وی‌اس موتور با نام کامل TVS Motor Company Limited (TVS) یک شرکت موتور سیکلت چند ملیتی هندی است که دفتر مرکزی آن در چنای هند قرار دارد. این سومین شرکت موتور سیکلت در هند با درآمد بیش از ۲۰٬۰۰۰ crore ({{INRConvert/خطای عبارت: نویسه نقطه‌گذاری شناخته نشده «۱»|20000|7||USD|year={{{year}}}}}) در سال ۲۰۱۸–۲۰۱۹ است. این شرکت سالانه ۳ میلیون واحد فروش و ظرفیت سالانه بیش از ۴ میلیون دستگاه خودرو دارد. شرکت TVS Motor همچنین با صادرات به بیش از ۶۰ کشور دومین صادر کننده بزرگ هند است.
شرکت TVS Motor Ltd (TVS Motor)، عضو گروه TVS، از نظر اندازه و گردش مالی، بزرگ‌ترین شرکت این گروه است.

## تاریخ
TV Sundaram Iyengar با اولین سرویس اتوبوس مادورایی در سال ۱۹۱۱ آغاز به کار کرد و TVS، شرکتی را با نام South Roadways تأسیس کرد که در تجارت ناوگان بزرگ، کامیون و اتوبوس بود.
اوایل
شرکت Sundaram Clayton در سال ۱۹۶۲ با همکاری هلدیتگ Clayton Dewandre، انگلستان تأسیس شد. این شرکت ترمزها، اگزوزها، کمپرسورها و سایر قطعات خودرو را تولید می‌کرد و در سال ۱۹۷۶ در شهرستان صنعتی Hosur (واقع در بخش شمال غرب هند) کارخانه ای تأسیس کرد تا به عنوان بخش جدید خود، موتورسیکلت تولید کند. در سال ۱۹۸۰، اولین موتور دو نفره هند تولید شد. همکاری فنی با غول خودروسازی ژاپنی سوزوکی گیم منجر به همکاری مشترک بین Sundaram Clayton Ltd و Suzuki Motor Corporation در سال ۱۹۸۷ شد. تولید تجاری موتورسیکلت‌ها از سال ۱۹۸۹ آغاز شد.
رابطه با سوزوکی
TVS و سوزوکی یک رابطه ۱ ساله داشتند که هدف آن انتقال فناوری برای طراحی و ساخت دو چرخ مخصوص برای بازار هند بود. این شرکت چندین مدل مانند سوزوکی سوپرا، سوزوکی سامورایی، سوزوکی شوگون و سوزوکی شائولین را به بازار عرضه کرد. در سال ۲۰۰۱، پس از جدا کردن راه از سوزوکی، این شرکت به TVS Motor تغییر نام داد و از حقوق خود برای استفاده از نام سوزوکی صرف نظر کرد. همچنین یک دوره توقف ۳۰ ماهه وجود داشت که طی آن سوزوکی قول داد وارد بازار هند نشود.
اخیر

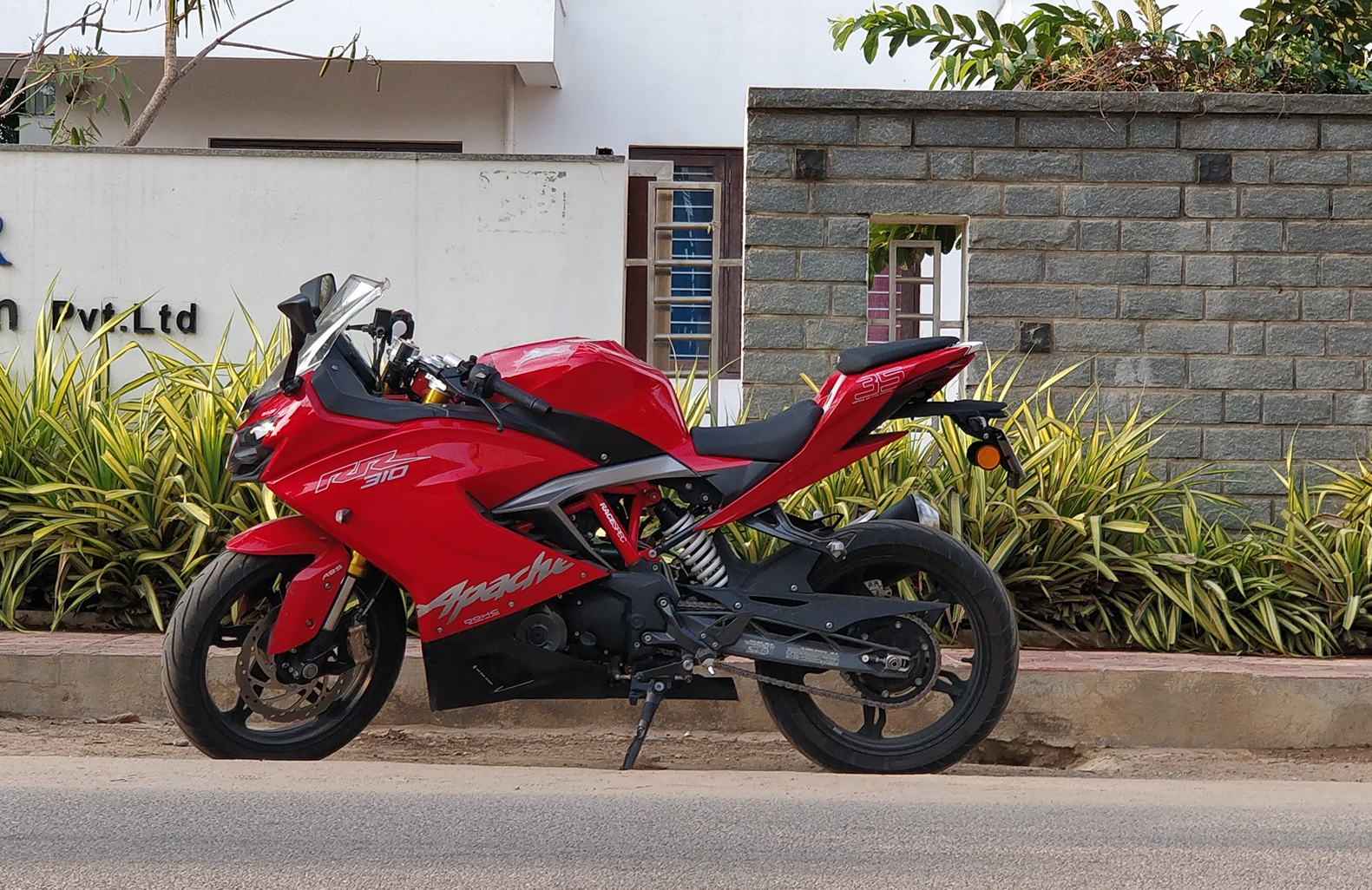
TVS Apache RR 310 آخرین موتور سیکلت ۳۱۰ سی سی آنهاست

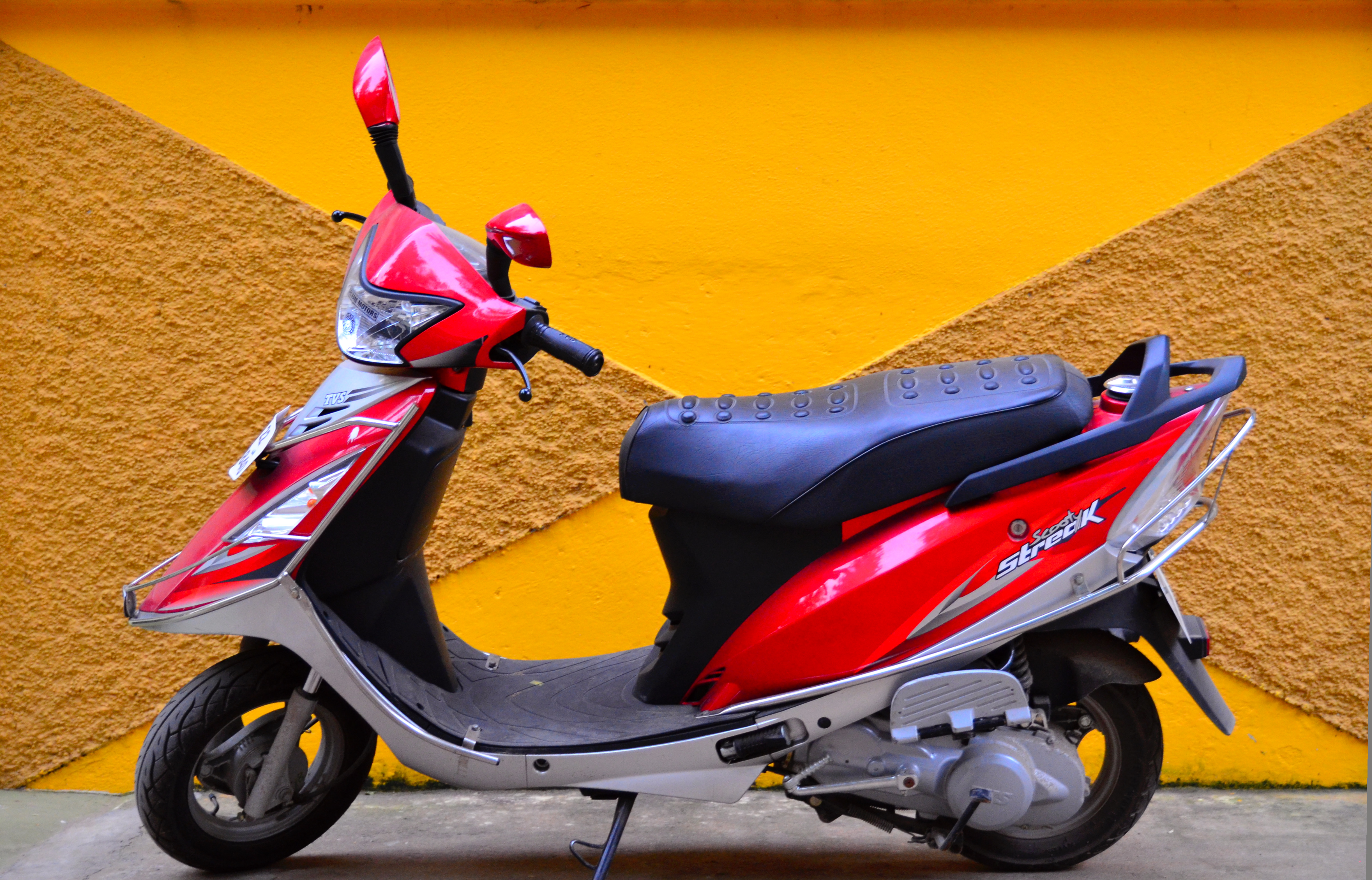
TVS Scooty Streak - یکی از اسکوترهای متوقف شده سری Scooty

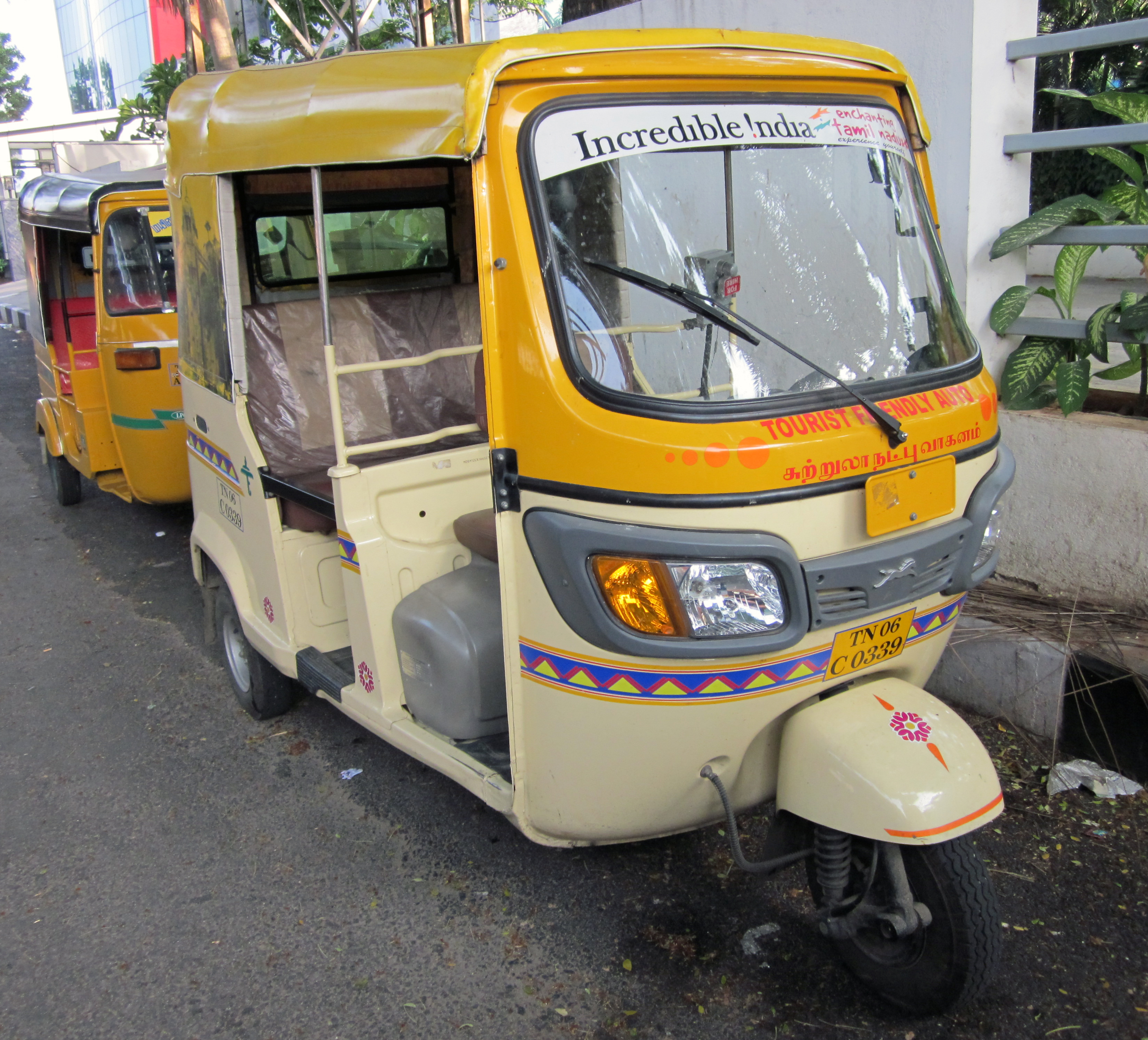
TVS همچنین در بخش ۳ ویلر رقابت می‌کند

جدیدترین مدل‌های پرچمدار TVS Apache RR 310، TVS Apache RTR 200، TVS Victor و TVS XL 100 هستند. TVS اخیراً ۴ جایزه برتر در جوایز JD Power Asia Pacific Awards 2016، ۳ جایزه برتر در جوایز JD Power Asia Pacific Awards 2015 و تولیدکننده دو چرخ سال در NDTV Car & Bike Awards (2014-15) را از آن خود کرده‌است.
در اوایل سال ۲۰۱۵، TVS Racing به اولین تیم کارخانه هند تبدیل شد که در رالی داکار، طولانی‌ترین و خطرناک‌ترین رالی جهان شرکت می‌کند. TVS Racing با تولیدکننده موتورسیکلت فرانسوی Sherco همکاری کرد و هکاری را Sherco TVS Rally Factory Team نامید. TVS Racing همچنین در مسابقات Raid de Himalaya و FOX Hill Super Cross برگزار شد که در سریلانکا برگزار شد. طی سه دهه، TVS Racing بیش از ۹۰٪ مسابقاتی که شرکت کرده، برنده شده‌است.
در سال ۲۰۱۶، TVS ساخت BMW G310R را آغاز کرد، مدلی که پس از مشارکت استراتژیک آنها در آوریل ۲۰۱۳ با BMW Motorrad تولید شد. در دسامبر ۲۰۱۸، کارخانه شهر Hosur که موتورسیکلت در آن تولید می‌شود، ۵۰۰۰۰مین واحد سری G310R خود را راه اندازی کرد.
در ۶ دسامبر ۲۰۱۷، TVS در یک رویداد در چنای، موتور خود را با نام Apache RR 310 راه اندازی کرد. موتور سیکلت ۳۱۰ سی سی با موتوری که با BMW توسعه یافته از اولین موتور کامل دوچرخه TVS، دو کانال ABS , EFI، کیت تعلیق KYB و غیره برخوردار است. انتظار می‌رود پس از ورود به بازار، با دوچرخه‌هایی مانند KTM RC 390، Kawasaki Ninja 250SL , Bajaj Pulsar و Dominar و Honda CBR 250R رقابت کند. Apache RR 310 کاملاً در هند طراحی و تحقق یافته‌است.
در ۱۷ آوریل ۲۰۲۰، گزارش شده‌است که شرکت TVS Motor در یک معامله نقدی شرکت موتورسیکلت نورتون را خریداری کرد. در کوتاه مدت، آنها با استفاده از همین پرسنل به تولید موتورسیکلت در پارک دونینگتون ادامه می‌دهند.

## مشخصات
تی وی اس، اولین شرکت هندی بود که مبدل کاتالیزوری را در یک موتور سیکلت ۱۰۰ سی سی مستقر کرد و اولین شرکتی بود که موتورسیکلت‌های بومی را در چهار دهه تولید کرد. لیست اولیه این شرکت شامل: اولین موتور دو نفره هند - TVS 50، اولین دستگاه احتراق دیجیتال هند - TVS Champ، اولین موتورسیکلت کاملاً بومی هند - ویکتور، اولین شرکت هندی که ABS را با موتور سیکلت راه اندازی کرد - سریآپاچی (موتورسیکلت) و غیره است.

## خروج از بازار ایران
در آبان ۱۳۹۹، شرکت‌های هندی موتورسیکلتت سازی که بخش زیادی از بازار کشور را در اختیار داشتند، بازار ایران را ترک کردند. محمد خادم منصوری، رئیس اتحادیه فروشندگان و نمایشگاه‌داران موتورسیکلت و دوچرخه گفت: «شرکت‌های باجاج و شرکت تی‌وی‌اس موتور هندوستان که بخش بسیار زیادی از بازار موتورسیکلت را در اختیار دارند، به دلیل فشار سهامداران آمریکایی‌شان و نیز تحریم‌ها همکاری خود با ایران را قطع کرده‌اند». موتورسیکلت‌هایی مانند پالس ان اس و آر اس، ژوپیتر، ویگو، آپاچی از محصولات این شرکت‌ها هستند که قیمت آن‌ها به شدت افزایش یافته و صفر آن‌ها نایاب شده‌است.

## مدل‌های فعلی
- TVS NTORQ
- TVS Jupiter
- TVS Wego
- آپاچی (موتورسیکلت)
- TVS Radeon

## جوایز و تقدیرها
TVS Motor در سال ۲۰۰۲ جایزه معتبر برنامه Deming را از آن خود کرد.
در همان سال، کار انجام شده برای موتورسیکلت TVS Victor باعث شد TVS Motor جایزه ملی تجاری سازی موفقیت‌آمیز فناوری بومی را از شورای توسعه فناوری، وزارت علوم و فناوری، دولت هند کسب کند. در سال ۲۰۰۴، TVS Scooty Pep موفق به کسب جایزه برجسته طراحی برجسته از مجله BusinessWorld و مؤسسه ملی طراحی، احمدآباد شد.
رئیس شرکت، ونو سرینیواسان، در سال ۲۰۰۴ توسط دانشگاه وارویک، انگلستان مدرک دکترای علمی افتخاری دریافت کرد، در حالی که دولت هند او را با پادما شری، یکی از بالاترین تمایزات غیرنظامیان هند در سال ۲۰۱۰، تجلیل کرد.